# 5 to go
5 to go est une chaîne de café roumaine fondée à Bucarest en 2015 par Radu Savopol et Lucian Bădilă. La marque a rapidement gagné en popularité grâce à sa stratégie de prix unique, proposant initialement tous les articles à un prix fixe de 5 RON (Leu roumain), ce qui correspond à environ 1 € ou 1,20 $. Cette approche a rendu le café de spécialité et une variété d’autres produits accessibles à un public plus large.

## Histoire
Le premier café 5 to go a ouvert ses portes en février 2015 à Bucarest. En peu de temps, la chaîne s’est rapidement développée grâce à son modèle commercial et à la forte demande de ses clients.

## Croissance
En 2020, 5 to go comptait plus de 150 établissements, non seulement à Bucarest mais aussi dans d'autres grandes villes roumaines, ce qui en fait l'une des plus grandes chaînes de café du pays. L’expansion comprenait à la fois des magasins appartenant à l’entreprise et des magasins franchisés.
En 2024, 5 to go exploite plus de 650 succursales, étendant sa portée au-delà de la Roumanie avec plusieurs nouveaux sites en Hongrie. En outre, la société prévoit d'entrer sur les marchés slovaque et bulgare en 2024,,.

## Produits
5 to go propose une gamme de boissons à base de café, notamment des expressos, des cappuccinos et des lattes, ainsi qu'une variété de thés, de jus de fruits frais et de smoothies. Le menu comprend également des pâtisseries, des sandwichs et d'autres collations.

## Prix et reconnaissance
La chaîne a reçu plusieurs prix et distinctions pour son modèle commercial innovant et sa croissance rapide. En 2018, 5 to go a remporté le prix de la « Meilleure marque roumaine » au gala Forbes Brands for the Future. De plus, Radu Savopol, cofondateur de 5 to go, a reçu le prix de la contribution exceptionnelle à l'industrie européenne du café lors du gala des European Coffee Awards 2023 à Barcelone.